# Lista de turnês e concertos de Taeyang

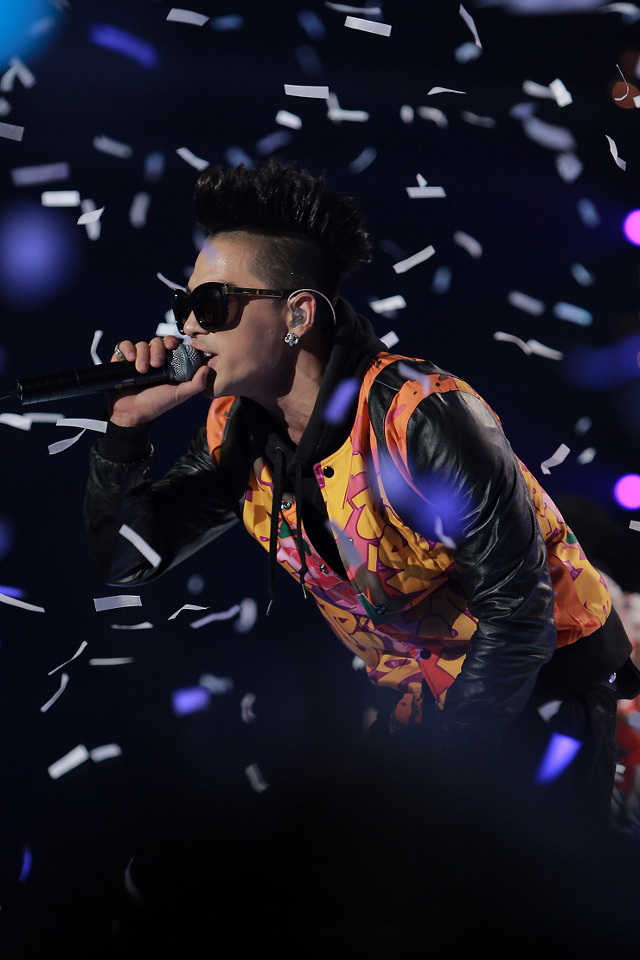
Taeyang apresentando-se na K-Collection fashion show em 2012

O cantor sul-coreano Taeyang embarcou em quatro turnês, sendo duas delas mundialmente. O seu primeiro concerto intitulado Hot Concert, que passou apenas em território sul-coreano, foi realizado a fim de se divulgar seu extended play de estreia, Hot de 2008. Dois anos depois, embarcou em sua segunda turnê, também realizada apenas em território sul-coreano e em apoio a seu primeiro álbum de estúdio Solar (2010), atraindo nove mil pessoas. Em 2014, Taeyang embarcou em sua primeira turnê mundial, a Rise World Tour, em apoio a seu segundo álbum de estúdio homônimo lançado no mesmo ano. A turnê visitou o território asiático em vinte e cinco datas, atraindo um público de mais de 117 mil pessoas até encerrar-se em março de 2015.  
Em apoio a seu terceiro álbum de estúdio intitulado White Night de 2017, Taeyang embarcou na White Night World Tour, sua segunda turnê mundial. A mesma visitou os territórios asiático e da américa do norte e destacou-se também por ser a última turnê antes de seu período de alistamento militar obrigatório. 

## Turnês
| Ano | Título                 | Duração                                              | Número de performances |
| --- | ---------------------- | ---------------------------------------------------- | ---------------------- |
| 2008 | Hot Concert            | 20–21 de julho de 2008 (Coreia do Sul)               | 2                      |
| Hot Concert é o primeiro concerto solo de Taeyang, em apoio ao seu primeiro extended play Hot (2008). O concerto foi realizado em dois dias na Olympic Gymnastics Arena com a participação dos artistas convidados Uhm Jung-hwa, Mighty Mouse e BIGBANG. Todos os seus quatro mil ingressos foram vendidos. |                        |                                                      |                        |
| 2010 | Solar Concert          | 25–26 de setembro de 2010 (Coreia do Sul)            | 2                      |
| Solar Concert é o segundo concerto de Taeyang, realizado em apoio ao seu primeiro álbum de estúdio, Solar. O concerto foi realizado em dois dias no Melon-AX Hall, com a cantora IU fazendo uma performance como convidada. As duas apresentações atraíram um público total de nove mil pessoas. |                        |                                                      |                        |
| 2014-2015 | Rise World Tour        | 12 de agosto de 2014 – 1 de março de 2015 (Mundial)  | 25                     |
| Rise World Tour é a primeira turnê mundial de Taeyang, a mesma passou apenas por países da Ásia e foi realizada entre 14 de agosto de 2014 em Osaka no Japão e 1 de março de 2015 em Taipé, Taiwan. Somente no Japão, o cantor obteve um público de setenta mil pessoas em treze concertos. Adicionalmente, foi a turnê com o maior número de apresentações de Taeyang com 25 concertos em dezesseis cidades diferentes. |                        |                                                      |                        |
| 2017 | White Night World Tour | 8 de julho de 2017 – 29 de outubro de 2017 (Mundial) | 23                     |
| White Night World Tour é a segunda turnê mundial de Taeyang, realizada em apoio a seu terceiro álbum de estúdio White Night (2017). Ela iniciou-se em 8 de julho de 2017 na cidade de Chiba no Japão. Em julho do mesmo ano, foi confirmado que a mesma seria uma turnê mundial, com a inclusão de dezenove cidades ao redor do mundo. A White Night World Tour foi a primeira turnê de Taeyang a incluir apresentações na América do Norte. As canções de White Night apenas foram incluídas em sua setlist, a partir das apresentações na Coreia do Sul, devido o álbum ter sido lançado após o início da turnê. |                        |                                                      |                        |